# Paulo Gomes (músico)
Paulo Gomes (nascimento 15 de janeiro de 1961, Porto, Portugal) é um pianista e compositor de jazz português. A sua actividade divide-se entre a actuação como solista ou líder de bandas de jazz, de que se destaca o seu trio habitual, a participação em projectos e parcerias com outros músicos, de que a mais conhecida é a parceria com a cantora de jazz Fátima Serro, a composição e o ensino da música e do jazz.

## Biografia
Frequentou na Escola de Jazz do Porto as disciplinas de harmonia e piano, com, entre outros, Paulino Garcia e Mário Laginha. Concluiu no Conservatório de Música do Porto o curso de composição com o Prof. Fernando Lapa. Estudou ainda com pianistas como: Roland Hanna, Hal Galper, Mulgrew Miller, Tete Montoliu e James Williams.
De 2009 a 2011, fez o curso de Mestrado em Interpretação artística – Piano-Jazz, na ESMAE (Escola Superior de Música e Artes do Espectáculo, do Porto), tendo sido distinguido com uma bolsa de mérito pelo I.P.P. De 2014 a 2016, fez o curso de Mestrado em Ensino do Jazz, na mesma instituição.
Em 1994 acompanha integrado num quinteto, a peça de teatro “Mais Mar Houvesse”.
Esta peça esteve em cena no Teatro Carlos Alberto, no Porto, e comemorava os 500 anos dos descobrimentos. Encenação de João Paulo Seara Cardoso, e música de Jorge Constante Pereira.
Em 1994 gravou o CD “Live Quartet” (ed. Numérica) com o saxofonista brasileiro Sávio Araújo. No ano seguinte, apresenta este trabalho por todo o país, bem como numa tournée na Alemanha.
Em 1996 gravou o CD “Outra História” (ed. Up-Beat), com o grupo que lidera com
Fátima Serro, "Conferência dos Sons", no qual participou como solista convidado, o saxofonista holandês Rolf Delfos. 
Em 1997 actuou no Festival de jazz de Matosinhos (Trio), no Festival de Jazz de Loulé (Quarteto do saxofonista inglês Peter King), nos Encontros de Jazz de Oeiras (Quarteto do saxofonista espanhol António Mesa), e no Festival de Jazz do Porto (Conferência dos Sons com Carlos Bica e o saxofonista holandês Rolf Delfos).
Ainda em 1997 gravou o CD "Day By Day" (ed. Up-Beat) com o Quinteto de Fátima Serro.
No mesmo ano, sob a direcção de Zé Eduardo, acompanhou ao vivo o filme “The Kid” de Charlie Chaplin, exibido no auditório da universidade de Faro. Música original, escrita para uma formação de 6 músicos.
Em 1998, acompanhado por Eduardo Santos e dois músicos de Barcelona (Nono Fernandez e Páu Bombardó), tocou numa "gira" por algumas cidades da Catalunha (e mais tarde também por Lisboa e Porto).
Neste mesmo ano fez vários concertos com a Orquestra Metropolitana de Lisboa, dirigida pelo Maestro Miguel Graça Moura. Participou com o Quinteto de Fátima Serro, na Expo 98.
Em Abril de 2001, gravou o CD “We’ll Remember You” (ed.Açor), com o sexteto “Trupe Vocal”. Foi considerado pela crítica, um dos melhores CDs do ano.
Em Maio e Junho do mesmo ano, realizou uma tournée na Bélgica e na Holanda, onde participou, acompanhado de Fátima Serro e de músicos holandeses, na – Roterdão – Capital Europeia da Cultura.
Integrou um Sexteto, liderado pelos Ingleses, Matt Wates (saxofone alto) e Martin Shaw (trompete).
A convite do Festival de Jazz do Porto e da Porto-Capital Europeia da Cultura, estreou na edição de 2001 deste Festival, o grupo Paulo Gomes Ensemble, com o qual apresentou composições escritas para uma formação de dez músicos. Convidou para esta apresentação, entre outros, o trompetista inglês Henry Lowther. Com este decateto, gravou o CD “Intro” (ed. Discaudio), considerado pelos mais conceituados críticos da especialidade, um dos mais importantes discos editados em Portugal em 2002. 
Convidado pela Câmara Municipal do Porto, fez a direcção artística das edições de 2002 e 2003 do Festival Internacional de Jazz do Porto.
Em Fevereiro de 2003, gravou o CD “Raw” (ed. Discaudio), com o quinteto liderado pelo cantor – Kiko. Os críticos da revista “AllJazz” consideraram-no o 2º melhor disco de Jazz do ano.Com este Quinteto, apresentou-se em diversos festivais de Norte a Sul do País, bem como em Espanha.
Em 2004, criou com Fátima Serro um novo projecto - Quinto Elemento - que se estreou no Festival de Jazz de Tondela com o convidado Jorge Reis. Em finais de 2005 foi editado o 1o cd “Quinto Elemento” (ed. Discaudio)
Desde 2005, participa com regularidade na Orquestra de Jorge Costa Pinto, tendo actuado em salas como o auditório municipal da Figueira da Foz, o salão nobre do Casino da Póvoa, ou o Centro Cultural de Belém.
Apresentou na edição de 2006 do “Braga-Jazz” e no Auditório da Faculdade de Engenharia do Porto, um quinteto integrando a cantora Fátima Serro e o saxofonista inglês Julian Arguelles.
Desde o início da sua actividade profissional, mantém uma estreita colaboração com a cantora lisboeta Maria Viana. Com ela actuou em inúmeros palcos, tendo feito em 2007 uma tournée que incluiu uma visita a algumas ilhas dos Açores.
A convite do director de orquestra Zé Eduardo, escreveu música para a big-band EMJA (European Movement Jazz Orchestra – com músicos Portugueses, Alemães e Eslovenos), a qual foi apresentada nas comemorações da Presidência de Portugal na União Europeia em 2007.
Participou na edição de 2008 do festival Douro Jazz. Com Fátima Serro, estreou aqui uma original formação: voz, piano, acordeão e contrabaixo.
Com Maria Viana, acompanhou solistas como: Art Themen, Jorge Reis ou Herb Geller. Em 2008, teve a honra de acompanhar uma grande senhora do Jazz americano: Sheila Jordan.
Em 2009 reúne um quinteto para uma série de concertos em Portugal, escrevendo nova música para esse grupo. O solista convidado foi o trompetista holandês Eric Vloeimans. O concerto dado no Porto (Fac.Engenharia) foi gravado e editado em disco “Trabka” (ed. Numérica).
Nesse ano actua em trio no Teatro Municipal de Santarém com o saxofonista Art Themen e o contrabaixista David Chamberlain.
A convite do contrabaixista Zé Eduardo, integrou o quarteto do saxofonista David Murray, actuando no Teatro Lethes em Faro, em 2009.
Mais uma vez, com Zé Eduardo, actua com o quarteto de Peter King e a Orquestra Clássica do Algarve, no Teatro das Figuras em Faro. (2011).
Em 2012, no mesmo teatro, actuou como solista convidado, com a Orquestra de Jazz de Sevilha, no âmbito das comemorações do 1º dia internacional do Jazz.
Em 2012, grava para a editora Numérica, o CD “Recital”. Este, resume o trabalho que desenvolveu ao longo do curso de mestrado na ESMAE. Junta repertório de Gershwin ou Cole Porter, com Shostakovich ou Prokofiev.
No mesmo ano, grava o disco de estreia do grupo vocal “Jogo de Damas”. Quarteto de vozes e secção rítmica, editado pela editora Numérica. Em 2018 grava o 2º disco deste grupo “Too Close”. 
Lidera o quarteto MAP (com Acácio Salero, Miguel Ângelo e Miguel Moreira) que desde a sua estreia em 2012 gravou 4 CD ́s de música original, tendo-os apresentado por todo o país, em 3 tournées em França (em Fevereiro e Agosto de 2015, e Novembro de 2016) e Suíça (Janeiro de 2018). O 4º destes CDs foi gravado ao vivo no Teatro Rivoli, no Festival da Porta Jazz 2018, com o saxofonista americano Chris Cheek.
Em Fevereiro de 2019 estreia o seu novo trio, com o qual grava “Secret Studio Sessions Vol.1”
Foi convidado, na qualidade de pianista de jazz, para variadíssimos programas de televisão e rádio. Entre estes, destacam-se o “Jazz a Prêto e Branco” de José Duarte (na RTP), e “Mil e uma escolhas” de Madalena Balsa (na RDP Antena 1).
Participou em inúmeros festivais de jazz, em Portugal, Espanha, Alemanha, Bélgica e Holanda, França e Suíça.
Como professor/orientador: Ensinou desde 1988 na “Escola de Jazz do Porto” (piano e classes de conjunto (combo)), na “Oficina de Música de Aveiro” (Harmonia e improvisação, piano e combo), no “Centro de Estudos e Tecnologias da Música” em Viseu (piano e harmonia e improvisação), e na escola “Jazz ao Norte” (piano, harmonia, e combo). Na mesma qualidade, trabalhou com escolas como: Conservatório de Música de Aveiro, Conservatório de Música do Funchal, Escola Superior de Educação de Coimbra, Academias de Música e Escolas Profissionais de: S. João da Madeira, Vilar do Paraíso, Évora, Viana do Castelo, Espinho, entre muitas outras.
Realizou inúmeras sessões pedagógicas de divulgação do Jazz, em Centros Culturais, Escolas Secundárias e Universidades, por todo o País, Espanha e França.
Desde 2008, dirige o Grupo de Jazz da Faculdade de Engenharia do Porto. Actualmente é professor de piano no curso de Jazz do Conservatório de Música do Porto.
Paralelamente ao Jazz, participou em concertos e gravações de CDs de bandas como: “Andanças do Mar”; “Mar do Mundo”, “Classificados” e “Joni”. 

## Discografia
- 1994 Live Quartet, Numérica com Sávio Araújo (saxofonista brasileiro).
- 1996 Outra História, Up-Beat, "Conferência dos Sons", com Fátima Serro e o saxofonista holandês Rolf Delfos.
- 1997 Day By Day, Up-Beat com o Quinteto de Fátima Serro.
- 2001 We’ll Remember You, Açor, com o sexteto Trupe Vocal.
- 2002 Intro, Discaudio, com o decateto "Paulo Gomes eNsEmble"
- 2003 Raw, Discaudio álbum de Kiko
- 2005 Quinto Elemento, Trem Azul Fátima Serro / Paulo Gomes
- 2010 Trabka, Numérica (com Eric Vloeimans)
- 2012 Recital, Numérica (Paulo Gomes Trio)
- 2012 Jogo de Damas, Numérica (Jogo de Damas)
- 2014 The Zombie Wolf Playin' The Blues On A Monday Morning, Porta Jazz (MAP)
- 2015 Circo Voador, Porta Jazz (MAP)
- 2017 Guerra e Paz, Porta Jazz (MAP)
- 2018 Jogo de Damas, Too Close
- 2019 MAP + Cris Cheek, Porta Jazz (MAP com Cris Cheek)
- 2019 Secret Studio Sessions Vol.1, Secret Studio (Paulo Gomes Trio)
- 2020 Secret Studio Sessions Vol.2, Secret Studio (Paulo Gomes Trio)